# Guillaume Le Heurteur
Guillaume le Heurteur (également trouvé sous la forme Guillaume Heurteur ou Guillaume Hurteur) est un compositeur français de la Renaissance dont on ne connait que très peu d'informations. Également chanoine et précepteur des enfants de chœur de la collégiale Saint-Martin de Tours, il est l'auteur de quatre messes, deux Magnificat, vingt-et-un motets et vingt-trois chansons, publiés entre 1530 et 1549.

## Sources et biographie
Très peu d'informations sont disponibles sur Guillaume le Heurteur. Son nom est cité par François Rabelais dans le deuxième prologue du Quart Livre, paru en 1552, aux côtés de ceux de Josquin des Prés, Pierre de La Rue ou Jean Mouton. En 1545, il est chanoine et précepteur des enfants de chœur de la collégiale Saint-Martin de Tours, comme l'atteste la page de titre d'un recueil de motets paru la même année.

## Œuvre
L’œuvre de Guillaume le Heurteur a subsisté à travers quatre messes, deux Magnificat, vingt-et-un motets et vingt-trois chansons, publiés entre 1530 et 1549 principalement par Pierre Attaingnant, imprimeur à Paris.